# Helmut Jahn
För andra betydelser, se Jahn (olika betydelser)
Helmut Jahn, född 4 januari 1940 i Zirndorf i Bayern, död 8 maj 2021 i Campton Hills, Illinois, var en tysk arkitekt.
Han utbildades vid Technische Hochschule 1960-1965 i München i Tyskland, samt vid Illinois Institute of Technology för Mies van der Rohe i Chicago i USA. Han anställdes av C.F. Murphy Associates 1967 under Gene Summers. Där blev Jahn delägare 1973 och från 1981 i företaget Murphy/Jahn.
Jahn började som stilren modernist men, efter några år i postmodernismens tecken, ändrade han inriktning mot det mer informella och lättillgängliga. Ett typiskt projekt idag innebär en storskalig kontorsbyggnad med enorma uppglasade partier och raffinerade tekniska detaljer som fångar ögat (och kameralinserna). Den modernistiska formalismen kan fortfarande avläsas men mindre rätvinkliga och mer platsspecifika lösningar gör slutresultatet mer kommunikativt. Murphy/Jahns mest kända projekt är Sony Center i Berlin.

## Projekt

Messeturm i Frankfurt.

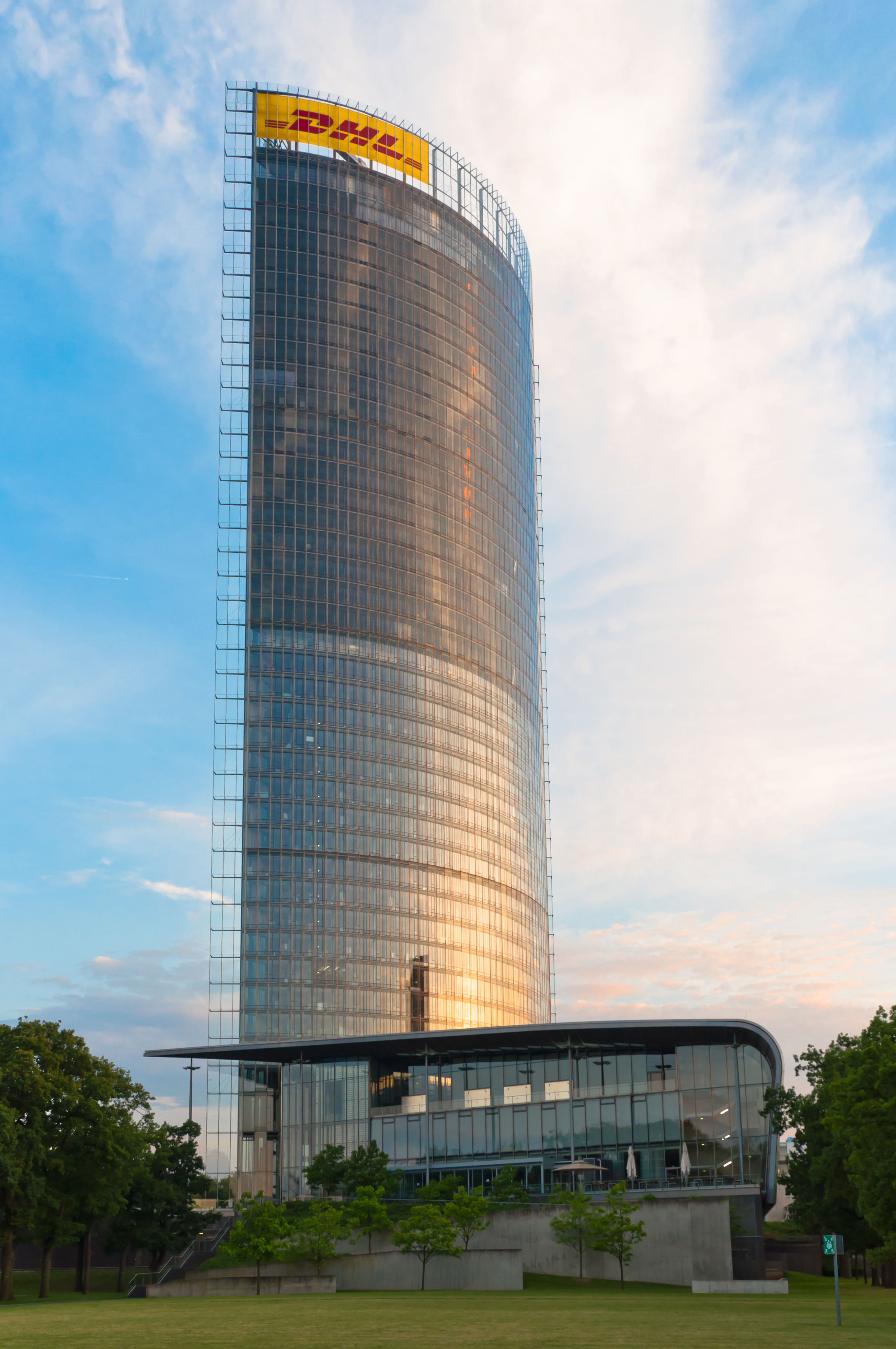
Posttornet i Bonn.

- Kemper Arena (sportarena), Kansas City, Missouri, USA, 1974.
- Rust-Oleum Corporation International Headquarters, Vernon Hills, Illinois, USA, 1976-1978.
- Illinois State Office Building (kontor), Chicago, Illinois, USA, 1973-1989.
- Xerox Center, Chicago, Illinois, USA, 1980.
- O'Hare Rapid Transit Station, Chicago, Illinois, USA, 1981-1983.
- One South Wacker (kontor), Chicago. Illinois, USA, 1981-1982.
- New York Coliseum Competition, New York, New York, USA, 1985.
- Times Square, New York, New York, USA, 1985.
- Bank of America Tower, Jacksonville, Florida, USA, 1990
- Messeturm (kontor), Frankfurt, Tyskland, 1985-1991.
- United Airlines Terminal 1 (flygplatsterminal), O'Hare, Chicago, Illinois, USA, 1985-1988.
- Fair Tower, Frankfurt, Tyskland, 1988-1991.
- Hyatt Regency Roissy (hotell), Paris, Frankrike, 1988-1992.
- Flygplatsbyggnad inkl hotell mm, München, Tyskland, 1990-1999.
- Neues Kranzler Eck (kontor), Berlin, Tyskland, 1992-2000.
- FKB (flygplats), Köln-Bonns flygplats, Köln, Tyskland, 1992-2000.
- Sony Center (köpcentrum och kontor), Berlin, Tyskland, 1993-2000.
- EU:s huvudkontor, Bryssel, Belgien, 1994-1998.
- New Bangkok International Airport (flygplats), Bangkok, Thailand, 1995-2004.
- RCID Administration Building (kontor), Buena Vista, Florida, USA, 1995-1997.
- Illinois Institute of Technology Campus Center (universitets campus), Chicago, Illinois, USA, 1997.
- Busshållplats för JC Decaux, 1997-1998.
- Bayer AG (kontor), Leverkusen, Tyskland, 1997-2001.
- HALO Neadquarters (kontor), Nilo, Illinois, USA, 1998-2000.
- Shanghai International Expo Centre (utställningslokal), Shanghai, Kina, 1998-2001.
- Transrapid, Berlin-Hamburg, Tyskland, 1998.
- Messestadt, Frankfurt, Tyskland, 1999.
- Office 21, Sulzbach, Tyskland, 1999.
- Kaufhof (köpcentrum), Chemnitz, Tyskland, 1999-2001.
- Burbank Media Center, Burkbank, Kalifornien, USA, 2000.
- Mannerheimer 2 (kontor), Mannheim, Tyskland, 2000.
- Neubau Generaldirektion Deutsche Post AG (kontor), Bonn, Tyskland, 1997-2001.
- Chicago-O'Hare International Airport (ombyggnad), Chicago, Illinois, USA, 2000-2004.
- Max (kontor), Frankfurt, Tyskland, 2000-2005.